# Alleanza per l'Unione dei Romeni
L'Alleanza per l'Unione dei Romeni (in romeno Alianța pentru Unirea Românilor, AUR) è un partito politico romeno di destra ed estrema destra, fondato nel 2019 da George Simion e Claudiu Târziu. Il partito è attivo con lo stesso nome anche in Moldavia.
Il partito si autodefinisce conservatore, patriottico, nazionalista e unionista.
Alle elezioni parlamentari in Romania del 2020 ottenne il 9% dei voti, che gli valse 33 deputati (di cui uno, Francisc Tobă, fu in seguito escluso dal partito e rimase come indipendente) e 14 senatori. Alle elezioni del 2024 il partito ha raggiunto il suo massimo storico, raccogliendo oltre il 18% di voti, conquistando 63 seggi alla Camera e 28 al Senato.

## Storia

### Origini e fondazione

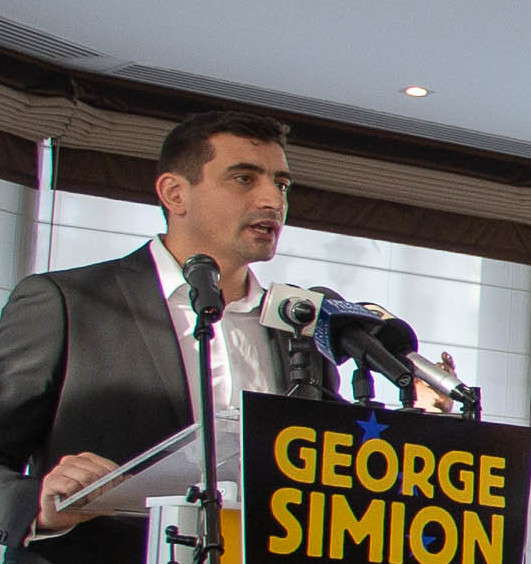
George Simion

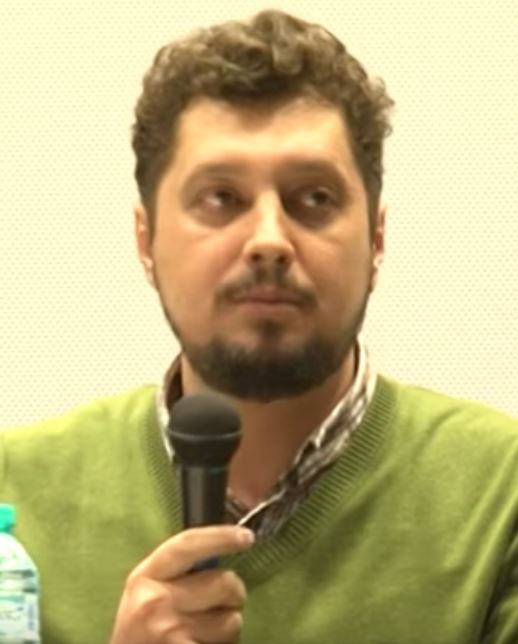
Claudiu Târziu

Il partito fu fondato da George Simion, già leader della piattaforma Acțiunea 2012, organizzazione che militava per l'unificazione di Romania e Moldavia. Per tali motivi nel 2015 Simion aveva subito un decreto d'interdizione all'ingresso in questo paese. Pretendendo di difendere i diritti della comunità romena contro quelli della minoranza ungherese, nel maggio 2019, al fianco di altri rappresentanti di forze ultranazionaliste prese parte ai disordini esplosi nel caso dello scandalo della risistemazione del cimitero di Valea Uzului. Nello stesso mese da indipendente si candidò alle elezioni europee, ottenendo l'1,29%.
L'altro presidente fondatore, Claudiu Richard Târziu, personaggio vicino ad ambienti ultraconservatori e favorevole a politiche antiabortiste, era stato membro del consiglio nazionale della Coalizione per la famiglia, ONG che nel 2018 aveva promosso un referendum per vietare a livello costituzionale i matrimoni omosessuali.
Il 1º dicembre 2019 nella città di Alba Iulia Simion e Târziu posero le basi per la nascita di un nuovo partito, l'Alleanza per l'Unione dei Romeni. Il 24 gennaio 2020 furono convalidate le nomine della dirigenza e fu presentato il programma politico, basato sull'unione tra Romania e Moldavia e sulla difesa dei valori cardine di famiglia tradizionale, patria, religione cristiana e libertà individuali.

### Proteste contro le misure del governo e campagna elettorale del 2020
Nel corso del 2020 AUR iniziò a farsi conoscere soprattutto sui canali online. Tra marzo e dicembre il profilo Facebook di George Simion fu quello che, tra tutti i politici rumeni, registrò il maggior numero di interazioni, staccando di gran lunga qualunque altro personaggio. Furono soprattutto gli argomenti richiamati nelle proprie pubblicazioni ad attrarre sempre più simpatizzanti. Simion utilizzò una retorica antisistema dagli accenti populisti, ricorrendo ad argomenti sensibili agli elettori, come quelli del disboscamento illegale, dello sfruttamento delle risorse romene da parte delle aziende straniere, della politicizzazione delle istituzioni pubbliche, della corruzione della classe politica e delle impopolari misure promosse dal governo volte a contenere la diffusione della pandemia di COVID-19, come la chiusura dei mercati e dei ristoranti.
Oltre a godere della forza della strategia comunicativa utilizzata su internet e praticamente assente in televisione, nel contesto della crisi sanitaria in atto, AUR fu uno dei pochi partiti a organizzare manifestazioni sul territorio. Nel corso della campagna elettorale per le elezioni locali e parlamentari del 2020 Simion organizzò un tour in autobus che attraversò l'intero paese, diffondendo i propri proclami nazionalisti e conservatori.
In autunno organizzò delle manifestazioni contro l'obbligatorietà delle mascherine mediche e contro le misure messe in atto dal governo per contrastare la crisi sanitaria. Nel mese di ottobre, altresì, AUR fu autore di proteste contro l'interdizione del pellegrinaggio a Iași in occasione delle festività per Santa Parascheva. Lo stesso atteggiamento fu mantenuto anche per la ricorrenza di Sant'Andrea del 30 novembre a Costanza. A tal proposito un membro della dirigenza di AUR, Diana Șoșoacă, fu l'avvocato difensore dell'arcivescovo di Costanza Teodosie, che fece causa allo stato per ottenere l'annullamento delle misure restrittive in occasione della giornata di Sant'Andrea.
Il 1º dicembre 2020, festa nazionale che celebrava la commemorazione dell'unione tra Romania e Transilvania, il partito realizzò una marcia elettorale nella città di Alba Iulia.

### Ingresso in Parlamento
Alle elezioni locali celebratesi nel settembre 2020 rimase in generale sotto l'1%. Candidandosi a Bucarest, Claudiu Târziu ottenne lo 0,67%, mentre il partito riuscì ad eleggere tre sindaci a livello nazionale (nelle località di Amara, Pufești e Valea Lungă). Pur prefigurandosi come una forza marginale crebbe rapidamente nei sondaggi dell'ultima fase di campagna elettorale per le parlamentari. Con la pubblicazione degli exit poll del 6 dicembre AUR si rivelò un'autentica sorpresa. Dato inizialmente al 5%, nei calcoli ufficiali raggiunse il 9%, diventando il quarto partito del paese e ottenendo rappresentanza parlamentare a discapito di altre forze politiche più quotate (PMP e PRO), che non superarono la soglia di sbarramento. Fu il primo partito di estrema destra a sedere alle due camere dal 2008, anno di ultima presenza del Partito Grande Romania, dal quale AUR riprendeva alcuni aspetti dottrinari.
George Simion rese noto che AUR non avrebbe appoggiato alcun governo né con il Partito Social Democratico (PSD), né con il Partito Nazionale Liberale (PNL) e che sarebbe andato all'opposizione. Claudiu Târziu annunciò l'inizio di una riforma della classe politica e di una «rivoluzione conservatrice» a favore del sovranismo e contraria al globalismo.
Contro il partito si espresse pubblicamente la dirigenza del gruppo filoungherese Unione Democratica Magiara di Romania (UDMR), che non nascose il proprio disappunto sul risultato conseguito dell'AUR, dichiarando che nel XXI secolo un simile partito non avrebbe dovuto aver posto in un parlamento democratico. Esprimendosi sulla polemica Simion catalogò come assurde tali osservazioni e rispose che nella nuova legislatura si sarebbe battuto per l'adozione di una previsione costituzionale che avrebbe vietato la formazione di partiti su base etnica, che avrebbe colpito direttamente l'UDMR. Tra gli altri aspetti controversi nel dicembre 2020 il presidente del senato di AUR, Sorin Lavric, fu espulso dall'Unione degli scrittori romeni per alcune dichiarazioni e diversi passaggi contenuti nei suoi libri, ritenuti offensivi per le donne, i rom e gli ungheresi.
In procinto delle consultazioni per la formazione di un nuovo governo, Simion annunciò che il suo partito avrebbe avviato le procedure per la sospensione del presidente della Romania Klaus Iohannis, considerato reo di aver favorito il PNL. Il 13 dicembre AUR sottopose al capo di Stato la nomina a primo ministro dell'indipendente Călin Georgescu. Il 23 dicembre, tuttavia, nacque una coalizione di governo formata da PNL, USR+ e UDMR. Nel dibattito precedente l'investitura parlamentare del nuovo governo Cîțu, Simion lanciò un messaggio antisistema, invitando il popolo romeno alla lotta per la riapertura immediata di scuole e ristoranti, settori colpiti dalle misure per contrastare la pandemia di COVID-19, e a non pagare più le tasse, perché sarebbero servite per favorire la clientela della classe politica, i cui scopi reconditi erano quelli di appropriarsi del bilancio statale e di indebitare il paese.

### Opposizione parlamentare
Nel maggio 2021 Simion annunciò che AUR avrebbe partecipato con la stessa sigla e la stessa denominazione anche alle elezioni parlamentari moldave in programma nel luglio 2021. L'ala moldava del partito, tuttavia, rimase sotto l'1%.
Dopo averne discusso l'adesione nei primi mesi dell'anno, il 19 giugno 2021 il consiglio del Partito dei Conservatori e dei Riformisti Europei deliberò l'avvio del processo di ammissione dell'AUR come membro a pieno titolo.
Il 2 ottobre 2021 il partito organizzò a Bucarest una protesta contro le restrizioni per la COVID-19, cui presero parte tra 15.000 e 20.000 persone
Il 5 ottobre 2021 votò a favore della mozione di sfiducia che portò alle dimissioni del governo Cîțu.
Il 27 marzo 2022 presso il Palazzo del Parlamento si svolse il primo congresso di AUR, che convalidò la presidenza di George Simion, il cui manifesto programmatico «Romania ricca: cristiana e democratica» («România bogată: creștină și democrată») ottenne 784 voti, contro i 38 dell'altro candidato Dănuț Aelenei. Claudiu Târziu fu nominato presidente del Consiglio nazionale di dirigenza.
Grazie alla propria strategia comunicativa di opposizione alla coalizione di governo PSD-PNL, il partito crebbe nei sondaggi fino ad attestarsi intorno al 20% nelle intenzioni di voto tra il 2023 e il 2024.
Il 10 maggio 2023 un gruppo di sostenitori del partito si rese protagonista dell'aggressione di diversi parlamentari nel corso di una protesta contro l'elaborazione di una legge sulla tutela dei minori avversata dalle gerarchie di AUR. Il giorno successivo Simion presentò i 15 punti del programma di governo per le elezioni del 2024. Alcuni osservatori ritennero come populiste le sue proposte, tra le quali la reintroduzione della leva obbligatoria, la creazione di tribunali popolari, l'istituzione di una settimana storica a scuola e la nazionalizzazione di diverse società strategiche. Nel luglio dello stesso anno AUR annunciò i propri candidati per le elezioni europee del 2024.
Nel novembre 2023 fu presentato il "Polo sovranista", un'alleanza realizzata con altre formazioni minori (Alianța Național Țărănistă di Radu Ghidău, Partidul Republican di Marian Cucșa, Forța Identității Naționale dell'ex ministro del commercio Ilan Laufer, Alianța Renașterea Naționala di Peter Costea e Partidul Satului Românesc di Marian Vișu-Iliescu). I partiti di Ghidău e Laufer comunque si ritirarono nei primi mesi del 2024. Tra gli aderenti al Polo sovranista figuravano vari parlamentari provenienti da altri partiti e Lidia Vadim Tudor, figlia dell'ex leader del PRM Corneliu. Il 14 dicembre 2023 AUR e Partito Nazionale Conservatore Romeno siglarono un accordo che prevedeva la formazione di una coalizione per le elezioni europee del 2024. Il leader del PNCR Cristian Terheș sarebbe stato capolista.
Nel febbraio 2024 AUR ottenne il suo primo europarlamentare, Tudor Ciuhodaru, che lasciò il PSD e si iscrisse al partito di Simion.

### Elezioni del 2024
Alle elezioni locali del 2024 AUR conseguì 164 consiglieri distrettuali, 30 sindaci e oltre 3.500 consiglieri municipali. Alle concomitanti elezioni europee del 9 giugno 2024 confermò la propria crescita. L'alleanza fu il secondo partito dopo la coalizione PSD-PNL e con il 15% dei voti mandò sei eurodeputati al parlamento di Strasburgo. Nel corso della campagna elettorale il vicepresidente dell'AUR Claudiu Târziu dichiarò di voler collaborare con altri partiti che ne condividevano l'ideologia, al fine di cambiare quelle che riteneva le politiche distruttive della Commissione europea sull'immigrazione e l'energia sostenibile. AUR entrò a far parte del gruppo dei Conservatori e Riformisti Europei e nel gennaio 2025 George Simion fu eletto vicepresidente di ECR.
Per le elezioni parlamentari del 2024 AUR presentò un programma che prevedeva la riduzione del numero dei ministeri e delle unità amministrative, il taglio dei parlamentari, la nazionalizzazione delle aziende attive nei settori strategici e la riduzione drastica delle imposte sui redditi. Sotto il profilo ideologico il programma di governo dell'AUR specificava di voler difendere la "famiglia naturale" e di lottare contro l'ideologia di genere, le correnti woke e la cancel culture. Il punto principale del programma di George Simion per le elezioni presidenziali prometteva di costruire un milione di unità abitative nei dintorni delle città principali, dotate di tutte le infrastrutture e i servizi necessari, e di assegnarle ai cittadini a prezzo di costo.
Con il 18% dei voti AUR divenne il secondo partito parlamentare dopo il PSD. Per isolare AUR e le altre forze sovraniste i partiti europeisti formarono un nuovo governo con a capo Marcel Ciolacu (PSD). AUR rimase quindi all'opposizione.
Al primo turno delle presidenziali del 24 novembre Simion arrivò quarto con il 14%. All'indomani del voto il partito annunciò il proprio sostegno per il ballottaggio all'indipendente Călin Georgescu. In risposta all'annullamento della tornata elettorale decretato dalla Corte costituzionale, che invocava presunte ingerenze da parte di paesi stranieri, nei mesi successivi AUR organizzò numerose manifestazioni di protesta in tutto il paese a favore della normale celebrazione del turno di ballottaggio (una formula riassunta dallo slogan «Turul doi înapoi» - «Torniamo al ballottaggio»).
Il 22 gennaio 2025 il consiglio nazionale di AUR deliberò la scelta di sostenere Georgescu alle nuove elezioni che si sarebbero tenute nel 2025 e il mese seguente il partito rese noto di aver raccolto le firme necessarie alla sua candidatura.
Nel gennaio 2025 inoltre AUR, al fianco di S.O.S. Romania e Partidul Oamenilor Tineri, avviò le procedure per la sospensione del presidente della Romania, Klaus Iohannis, che era rimasto in carica dopo l'annullamento delle elezioni del 2024. Il capo di Stato presentò le proprie dimissioni il 10 febbraio, prima di ogni dibattito parlamentare riguardante la sua sospensione.

## Ideologia e base elettorale

### Assunti nazionalisti e conservatori
(Programma dell'Alleanza per l'Unione dei Romeni)
Come da proprio programma politico, AUR si definiva un partito conservatore, la cui dottrina si basava su quattro assi: famiglia, nazione, fede e libertà.
AUR definiva la famiglia come «la cellula di base di ogni società possibile». Partendo da tale premessa il partito indicava che il matrimonio non poteva essere altro che una «formula primordiale» con una «coppia composta da un uomo e da una donna». Il programma specificava esplicitamente che qualunque altro tipo di unione rappresentava una deviazione dal senso autentico di "famiglia". Gli studi di genere, quindi, erano definiti come un'«aberrazione teorica» orchestrata da presunti «attivisti neomarxisti». Nell'ottica del partito ogni nazione aveva possibilità di sopravvivere solamente coltivando il modello di famiglia tradizionale.
La nazione era costituita dalla comunità di tutti quelli che condividevano lingua, cultura e storia. Sul piano della politica estera AUR militava per il progetto irredentista di unificazione tra Romania e Repubblica di Moldavia. Il 28 giugno 2020, in occasione della commemorazione degli ottant'anni dall'Occupazione sovietica della Bessarabia e della Bucovina settentrionale, il partito emise un comunicato in cui dichiarava «È nostro dovere recuperare il nostro stato». Il modello d'Europa proposto dal partito era quello di un'unione di nazioni e non «un sovrastato federale con capitale, governo e parlamento unici», rigettando l'idea degli Stati Uniti d'Europa. AUR si oppenava fermamente anche ad una presunta colonizzazione del continente da parte di popolazioni straniere. Nonostante l'euroscetticismo, AUR rimaneva ancorato al blocco occidentale, sottolineando la necessità di rafforzare il ruolo della Romania in qualità di fianco orientale della NATO. A livello interno il partito si proponeva di difendere i diritti dei cittadini di etnia romena nei distretti a maggioranza ungherese nelle aree di Harghita, Covasna e Mureș.
Sul piano religioso AUR reputava la fede strettamente correlata ai valori di «chiesa, tradizione e popolo». Il cristianesimo veniva presentato come il fondamento della civiltà europea e fonte di rettitudine morale. L'ateismo era considerato «una deriva arrogante di quelli che ritengono che una visione antropocentrica dell'universo sia superiore a una teocentrica». Il partito contrastava ogni eventuale campagna di persecuzione contro il cristianesimo e difendeva fieramente il clero e i simboli religiosi. Come notato da alcuni osservatori, il programma dell'AUR non faceva alcun riferimento ad altri culti diversi da quello cristiano.
Il partito riteneva che lo stato romeno, vietando l'affermazione dei valori di famiglia, patria e religione, era colpevole della soppressione della libertà d'espressione dei cittadini e per tale motivo era necessaria una riforma delle istituzioni.
La posizione del partito, euroscettica, antisistema, ultracristiana, ultranazionalista e a favore della famiglia, fece sì che fosse apprezzato da Sputnik, organo di propaganda del Cremlino. Nonostante i pareri degli analisti, però, Simion rigettò sempre ogni accostamento del proprio partito all'estremismo, preferendo la definizione di "radicale".
Nel 2020 fu l'unico partito romeno a esprimersi pubblicamente per la rielezione di Donald Trump per un nuovo mandato alla Casa Bianca.
Nonostante le posizioni antisemite conclamate da alcuni autori, ma rigettate dalla linea ufficiale del partito, AUR sosteneva Israele sulla colonizzazione della Cisgiordania. Supportava inoltre la Serbia sulla questione dello status politico del Kosovo.
A partire dal 2023 il partito ha criticato l'aiuto militare fornito dalla Romania all'Ucraina nel contesto dell'invasione russa, reclamando che si trattasse di un conflitto esterno. AUR ha contestato anche il transito dei prodotti agricoli ucraini attraverso la Romania, mentre a Simion è stato interdetto l'ingresso in Ucraina. Nonostante tali prese di posizione, nel dicembre 2023 la leadership del partito si è opposta al mantenimento delle relazioni con Mosca, invocando la chiusura delle rappresentanze diplomatiche russe in Romania e l'espulsione dell'ambasciatore Valeri Kuzmin dal paese

### Posizionamentono maskeno vax
Il partito si distinse per alcune manifestazioni contro l'utilizzo delle mascherine e per la promozione del movimento contrario alla vaccinazione. Nel corso di un evento che ebbe luogo nel settembre 2020 a Bucarest i suoi sostenitori sventolarono dei palloncini con la scritta «La mascherina uccide».
Il 22 dicembre, in fase di insediamento parlamentare, la senatrice Diana Șoșoacă, tra le più ferventi critiche delle misure anti-COVID emanate dal governo, si presentò in aula senza mascherina, invocando presunti problemi di salute. Sull'episodio la polizia avviò un'indagine.
Il presidente del senato di AUR, Sorin Lavric, affermò che le mascherine «dal punto di vista medico sono inutili, dal punto di vista psicologico sono mutilanti e dal punto di vista simbolico sono un segno di obbedienza».

### Elettori di AUR
AUR raccolse l'eredità della tradizione nazionalista rimasta senza rappresentanza dopo la morte di Corneliu Vadim Tudor e l'arresto di Liviu Dragnea.
Con la fondazione di AUR Simion riuscì ad allargare il bacino dei propri sostenitori, tradizionalmente costituito da militanti unionisti, adoperando una retorica populista, che attrasse uomini affascinati da proclami radicali e da personalità salvifiche. Favorito da tensioni sociali, dagli errori delle istituzioni e dalla debolezza delle promesse dei partiti tradizionali, il messaggio di AUR ebbe presa su elettori profondamente delusi dalla classe politica e duramente colpiti dalle conseguenze della pandemia. La retorica populista del partito, tuttavia, fu adattata anche per altre categorie, a partire dai cospirazionisti, dai sovranisti e dagli estremisti cristiano-ortodossi.
Un folto gruppo di sostenitori proveniva da ambienti ultraconservatori vicini alla chiesa ortodossa rumena, corpo sociale cui era legato Claudiu Târziu. L'inasprimento delle misure anti-COVID, che ebbe un impatto diretto sulle limitazioni delle attività religiose, rafforzò maggiormente tale componente.
Tra i sostenitori di AUR figuravano anche diverse associazioni neo-legionariste, come la Frăția Ortodoxa Sf. Mare Mucenic Gheorghe purtătorul de Biruintă, guidata da Dan Ciprian Grăjdeanu. Secondo lo storico Oliver Jens Schmitt, infatti, il discorso di estrema destra del partito era fomentato da intellettuali vicini alle correnti legionariste, tollerate e sostenute dalla chiesa ortodossa rumena.
Come notato da alcuni opinionisti, AUR riuscì a catalizzare il voto di diverse correnti populiste nate negli ultimi anni in Romania, come quella no mask o quella contraria agli omosessuali, riuscendo a mobilitare un elettorato di estrema destra, precedentemente attratto da singoli personaggi appartenenti ai partiti principali. Nella regione della Moldavia riuscì a strappare votanti alle fazioni nazionaliste del PSD, mentre in Transilvania all'elettorato conservatore del PNL. Secondo i sociologi nelle aree a folto popolamento magiaro, il messaggio anti-ungherese del partito avrebbe attratto individui di etnia rumena che si sentivano minacciati o discriminati. Un ulteriore gruppo sociale che costituiva un elemento di novità era formato da militanti ultraconservatori attivi soprattutto sui social network.
Secondo una ricerca CURS alle elezioni parlamentari del 2020 AUR fu votato principalmente da uomini tra i 18 e i 30 anni in possesso di un diploma di scuola superiore. Lo stesso studio riteneva che il 30% dei sostenitori di AUR fosse formato da elettori scontenti, che non si erano presentati alle urne negli ultimi anni. A livello geografico il partito ottenne i risultati migliori in Transilvania e nelle aree rurali della Moldavia e della Dobrugia. Nella circoscrizione estero conseguì addirittura il 25%, con un picco del 35% in Italia, dove fu il primo partito.
Uno studio Avangarde del 2022 evidenziava che la maggioranza degli elettori di AUR erano uomini (61%), tra i 18 e i 30 anni (36%), diplomati (62%), lavoratori dipendenti (40%), contrari al green pass (80%) e alla vaccinazione contro la COVID-19 (65%). Secondo un sondaggio IRES del 2024 AUR era il primo partito tra gli elettori nella fascia 18-35 anni.

## Simbolo
(Statuto dell'Alleanza per l'Unione dei Romeni, cap. I, art. 2)

## Gruppo dirigente

### Presidenti
- George Simion e Claudiu Târziu (2020-2022)
- George Simion (2022-)

## Risultati elettorali

### Romania
| Elezione          | Elezione     | Voti      | %     | Seggi    |
| ----------------- | ------------ | --------- | ----- | -------- |
| Parlamentari 2020 | Camera       | 535.831   | 9,08  | 32 / 329 |
| Parlamentari 2020 | Senato       | 541.938   | 9,17  | 14 / 136 |
| Europee 2024      | Europee 2024 | 1.334.905 | 14,93 | 5 / 33   |
| Parlamentari 2024 | Camera       | 1.665.143 | 18,01 | 63 / 331 |
| Parlamentari 2024 | Senato       | 1.694.705 | 18,30 | 28 / 134 |
| 1.                |              |           |       |          |

| Elezione                       | Elezione | Candidato     | Voti      | %     | Esito                |
| ------------------------------ | -------- | ------------- | --------- | ----- | -------------------- |
| Presidenziali 2024 (annullate) | I turno  | George Simion | 1.281.325 | 13,86 | ❌ Non eletta/o (4º) |
| Presidenziali 2025             | I turno  | George Simion | 3.862.761 | 40,96 | ❌ Non eletta/o (2º) |
| Presidenziali 2025             | II turno | George Simion | 5.339.053 | 46,40 | ❌ Non eletta/o (2º) |

### Moldavia
| Elezione          | Voti  | %    | Seggi   |
| ----------------- | ----- | ---- | ------- |
| Parlamentari 2021 | 7.216 | 0,49 | 0 / 101 |

| Elezione           | Elezione | Candidato          | Voti               | %                  | Esito              |
| ------------------ | -------- | ------------------ | ------------------ | ------------------ | ------------------ |
| Presidenziali 2024 | I turno  | Non ha partecipato | Non ha partecipato | Non ha partecipato | Non ha partecipato |

## Nelle istituzioni

### Collocazione parlamentare
- Opposizione (dal 2020)

Governo Cîțu, Governo Ciucă, Governo Ciolacu I, Governo Ciolacu II, Governo Bolojan